# Estudio de grabación casero de Brian Wilson
El estudio de grabación casero de Brian Wilson, también conocido como Beach Boys Studio, fue un estudio de grabación privado con dirección en Bellagio 10452, en Bel Air, Los Ángeles, California, en Estados Unidos. El estudio funcionó a partir de 1967 y fue desmantelado en 1972. Fue el origen para lo que más tarde se conocería como las grabaciones "Bedroom Tapes".

## Historia
Luego del intento frustrado de Smile, los trastornos mentales de Brian Wilson comenzaron a agravarse, con lo que se aisló día y noche en su hogar. Por ello, sus compañeros de The Beach Boys y su esposa decidieron construir el estudio para que Wilson pudiese grabar en su propia casa.
Así, la capacidad de grabación en Brian Wilson fue posible gracias a The Beach Boys y Stephen Desper en medio de la grabación de Smiley Smile a mediados de 1967. Durante las primeras sesiones improvisadas para Smiley Smile, se instaló una consola de radiodifusión Dualux, ya que la pronta edición del mismo no dio tiempo para conseguir una mesa de mezclas convencional. Para la grabación de Friends a principios de 1968, el estudio siguió utilizando la consola Dualux, pero en octubre de 1969, la consola se mejoró con la adición de una grabadora de 16 pistas dotado de sistema cuadrafónico. Desde 1967 hasta su desmantelamiento a finales de 1972 por Marilyn Wilson, en el estudio grabó y masterizó para varios artistas, siempre relacionados con The Beach Boys, y que incluyeron a American Spring, The Flames, Stephen Kalinich y Charles Manson.
Para registrar Holland el grupo mandó a desguazar su estudio y enviarlo en un avión a Países Bajos. El equipamiento transportado a la ciudad de Baambrugge incluía la nueva consola de 16 pistas cuadrafónica Clover Systems con las siguientes características: 30 canales de entrada, 16 buses de salida, 1000 controles de posición (manejo de frecuencias, ganancia, volumen, etc) y 20 unidades de Dolby Noise Reduction. Se usaron los micrófonos Neumann, Sony, AKG, Shure y EV. Mientras que para la monitorización se usaron los parlantes ME-4 y JBL-4310. El equipamiento fue diseñado por Brother Records en Los Ángeles.

### Sesiones y registros
| Datos de la sesión               | Artista         | Lanzamiento                        |
| -------------------------------- | --------------- | ---------------------------------- |
| Mediados de 1967                 | The Beach Boys  | Smiley Smile                       |
| Finales de 1967                  | The Beach Boys  | Wild Honey                         |
| Principios de 1968               | The Beach Boys  | Friends                            |
| Mediados de 1968                 | Charles Manson  | Sin título (inédito)               |
| Entre 1969 y 1970                | The Beach Boys  | Sunflower                          |
| 1970/1971                        | The Beach Boys  | Surf's Up                          |
| Finales de 1971                  | Dennis Wilson   | Poops/Hubba Hubba (inédito)        |
| Entre 1971 y 1972                | American Spring | Spring                             |
| Entre 1971 y 1972                | The Beach Boys  | Carl and the Passions - "So Tough" |
| Entre junio y septiembre de 1972 | The Beach Boys  | Holland                            |

- En el caso de Holland no se grabó en la casa de Brian Wilson, sino que el equipamiento fue desmantelado y enviado a Holanda para el registro del álbum.